# Moisés Simons
Moisés Simón Rodríguez, más conocido como Moisés Simons (La Habana, 24 de agosto de 1889-Madrid, 24 de junio de 1945) fue un compositor, pianista y director de orquesta cubano.
Fue el compositor del célebre «El manisero», posiblemente la más famosa canción creada por un músico cubano.
La canción ha sido grabada en más de 160 versiones.

## Biografía

### Primeros años
Comienza a estudiar música con su padre Leandro Simón Guergué, músico vasco.
A los nueve años, era el organista en la iglesia del barrio de Jesús María (en La Habana), y director del coro de la Iglesia del Pilar. A los 15 años comenzó estudios avanzados de composición, armonía, contrapunto, fuga e instrumentación.

### Carrera
Más tarde se convirtió en pianista de concierto y director musical para compañías de teatro lírico. Trabajó en el Teatro Martí, donde presentó comedias musicales del maestro Ernesto Lecuona. Después se mudó al Teatro Payret contratado por el compositor Vicente Lleó, quien dirigía una compañía de zarzuela. Con ellos hizo giras por México, República Dominicana, Puerto Rico y Centroamérica.
En 1924, Simons fundó su jazz band con la que se presentaba en el "roof garden" del Hotel Plaza en La Habana. La banda estaba compuesta, además de Simons en el piano, por Virgilio Diego, violín; Alberto Socarrás y José Ramón Betancourt, saxos; Pablo O'Farrill, contrabajo, amén de batería, banjo y timbales. En 1928, incorporó al trompetista Julio Cueva y a Enrique Santiesteban, como vocalista y baterista. Eran músicos "estrellas", atraídos por la exorbitante paga de 8 pesos diarios.

El 20 de octubre de 1926 llegó a la isla de Cuba uno de los huracanes más potentes de su historia. Murieron unas 600 personas en la isla de la Juventud, La Habana, Pinar del Río y Matanzas. En La Habana llueven 510 mm en 12 horas. En esa inundación se perdieron todas las obras que Simons había escrito hasta ese momento.
Simons fue un investigador de la música cubana llegando a publicar sus trabajos en periódicos y revistas. Escribió música para películas. Fue presidente de la Asociación de la Solidaridad Musical y director técnico de la Sociedad de Orquesta de Viento u orquestas típicas.
Como compositor se ubica en la edad de oro que vivió la música cubana en el período comprendido entre las dos guerras mundiales junto a Alejandro García Caturla, Amadeo Roldán, Ernesto Lecuona, Eliseo Grenet, Gonzalo Roig, Rodrigo Prats y Jorge Anckermann. Fue la era del afrocubanismo, donde se celebró y reconoció la influencia de los negros en la cultura musical cubana.

### Últimos años
Simons pasó en Francia, y mayormente en París, la mayor parte de la década del treinta y el comienzo de la del cuarenta hasta el advenimiento de la Segunda Guerra Mundial. Retornó a Cuba en 1942 para poco más tarde partir hacia Tenerife y después a Madrid. Aquí firmó un contrato para realizar la música del film Bambú. En este film se incluía su última composición «Hoy como ayer». Murió en Madrid en 1945.

## Obra
La obra musical de Simons incluye las partituras de las siguientes operetas o zarzuelas: Deuda de amor; La negra Quirina; Le chant des tropiques; Niña Mercé; Toi c'est moi, siendo muchas de ellas premiadas en París en los años treinta. La opereta Toi c'est moi, escrita con Henri Duvernois, popular novelista francés, con la participación de la actriz francesa Simone Simon, fue estrenada en la Opéra-Comique en París en octubre de 1934. La obra consistía en una serie de números variados y cómicos. En este momento, el escritor cubano Alejo Carpentier elogió la capacidad musical, el buen gusto y el acoplamiento musical de Simons, acotando que este se encontraba en el punto más alto de su carrera.
Otras de sus canciones populares fueron
«Cubanacan»,
«Los tres golpes»,
«Así es mi patria»,
«Chivo que rompe tambó»,
«La trompetilla»,
«Paso ñáñigo»,
«Serenata cubana»,
«Vacúnala»,
«Marta»,
«Hoy como ayer»,
«Danzas cubanas» y «Rumba guajira».